# Мэттьюсон, Уэйн
Уэ́йн Мэ́ттьюсон (англ. Wayne Matthewson) — канадский кёрлингист и тренер по кёрлингу.
Как кёрлингист в составе команды провинции Британская Колумбия участник чемпионата Канады среди мужчин 1979 и двух чемпионатов Канады среди ветеранов.
Как тренер мужской сборной Японии участник чемпионата мира 2006 и двух Тихоокеанско-Азиатских чемпионатов.

## Команды
| Сезон   | Четвёртый      | Третий          | Второй     | Первый    | Турниры            |
| ------- | -------------- | --------------- | ---------- | --------- | ------------------ |
| 1978—79 | Глен Пирс      | Уэйн Мэттьюсон  | Eric Davey | Fuji Miki | ЧК 1979 (8 место)  |
| 1994—95 | Уэйн Мэттьюсон | Jack Finbogason | Bob Byrne  | Fuji Miki | ЧКВ 1995 (9 место) |
| 1996—97 | Уэйн Мэттьюсон | Jack Finbogason | Bob Byrne  | Fuji Miki | ЧКВ 1997 (6 место) |

(скипы выделены полужирным шрифтом)

## Результаты как тренера национальных сборных
| Год  | Турнир                                            | Сборная          | Место |
| ---- | ------------------------------------------------- | ---------------- | ----- |
| 2003 | Тихоокеанско-азиатский чемпионат по кёрлингу 2003 | Япония (мужчины) | 4     |
| 2005 | Тихоокеанско-азиатский чемпионат по кёрлингу 2005 | Япония (мужчины) | 2     |
| 2006 | Чемпионат мира по кёрлингу среди мужчин 2006      | Япония (мужчины) | 11    |